# Прощалыкин, Юрий Михайлович
Юрий Михайлович Прощалыкин (род. 9 декабря 1951, с. Михайловка, Мошковский район, Новосибирская область, РСФСР, СССР) — советский и российский деятель органов внутренних дел и российский государственный деятель. Начальник Главного управления МВД России по Сибирскому федеральному округу с 14 июня 2010 по 27 мая 2014. Вице-губернатор Новосибирской области с 16 декабря 2014 по 15 декабря 2017.
Генерал-лейтенант полиции (2011). Заслуженный сотрудник органов внутренних дел Российской Федерации.

## Биография
Родился 9 декабря 1951 в селе Михайловка Мошковского района Новосибирской области.
В органах внутренних дел с 1972. Начал службу командиром отделения ОВД Центрального райисполкома Новосибирска. Дослужился до должности заместителя начальника РОВД.
- С 1984 по 1991 — в отделе уголовного розыска УВД Новосибирского горисполкома: заместитель начальника, начальник отдела.
- С 1991 по 1992 — заместитель начальника службы криминальной милиции УВД Новосибирской области.
- С 1992 по 2001 — начальник Западно-Сибирского регионального управления по борьбе с организованной преступностью.
- С 2001 по 2007 — заместитель начальника Главного управления МВД России по Сибирскому федеральному округу — начальник оперативно-розыскного бюро.
- С 20 апреля 2007 по 14 июня 2010 — первый заместитель начальника Главного управления МВД России по Сибирскому федеральному округу — начальник оперативно-розыскного бюро[1].
- С 14 июня 2010 по 27 мая 2014 — начальник Главного управления МВД России по Сибирскому федеральному округу[2][3]. Во время службы на данной должности, Сибирское управление МВД России вело оперативное сопровождение целого ряда громких уголовных дел. Среди них — дело о подготовке покушения на губернатора Кемеровской области Амана Тулеева, по итогам которого были задержаны глава Союза биатлонистов России Александр Тихонов и его брат Виктор Тихонов[4][5].

Указом Президента Российской Федерации от 5 апреля 2011 было присвоено специальное звание «генерал-майор полиции».
Указом Президента Российской Федерации в 2011 было присвоено специальное звание «генерал-лейтенант полиции».
5 мая 2014 Президент Российской Федерации Владимир Путин подписал указ об упразднении в системе МВД России главных управлений по федеральным округам (за исключением ГУ МВД России по Северо-Кавказскому федеральному округу), а 27 мая 2014 были освобождены от занимаемых должностей начальники бывших ГУ по федеральных округам.
- С 16 декабря 2014 по 15 декабря 2017 — вице-губернатор Новосибирской области — глава администрации. Курировал вопросы общественной безопасности и охраны общественного порядка, мобилизационной подготовки и мобилизации, обеспечения работы специальной документальной связи, соблюдения режима секретности, защиты сведений, составляющих государственную тайну, и иной охраняемой законом информации[8][9][10]. Освобождён от должности вице-губернатора по собственному желанию[11].

## Награды
Государственные
- Орден Почёта
- Медаль ордена «За заслуги перед Отечеством» II степени
- Медаль «За отличие в охране общественного порядка»
- Заслуженный сотрудник органов внутренних дел Российской Федерации

Ведомственные
- Именное оружие — пистолет Макарова